# نيكولاي نيلسن
نيكولاي نيلسن (بالدنماركية: Nikolaj Ø. Nielsen)‏ مواليد 26 مارس 1986، هو لاعب كرة يد دانمركي يلعب كظهير أيمن. مثل منتخب الدنمارك لكرة اليد.

## الإنجازات
- الدوري الدنماركي لكرة اليد:
  -  ذهبية: 2015–16

## روابط خارجية
- نيكولاي نيلسن على موقع الاتحاد الأوروبي لكرة اليد (الإنجليزية)